# Funbag Animation Studios
Funbag Animation Studios era  uno studio di animazione canadese, fondato nel 1992 e sito a Ottawa. Era nota per i suoi lavori sulle serie televisive animate come Freaky Stories, Toad Patrol, Watership Down, Anthony - Formidabile formica, King, Mole Sisters, The Eggs, For Better or For Worse, Faireez e un episodio di Seven Little Monsters.

## Storia
Funbag forniva ulteriori servizi di produzione su progetti come I Simpson, Ed, Edd n Eddy e molti altri, tra cui The Ren & Stimpy Show, Beavis and Butt-head, Rupert, WildC.A.T.s , Aaahh!!! Real Monsters, Roboroach, The New Woody Woodpecker Show, The Oblongs e Mission Hill.
Nel gennaio 2007 la società chiuse a causa di un calo negli affari, e alcuni dei suoi dipendenti fondarono la New Bike Entertainment per salvaguardare i beni della Funbag.

## Filmografia

### Televisione
- Ed, Edd & Eddy - serie TV (1999-2009)
- Franklin and Friends - serie TV (2012-2014)